# Сент-Джонс-Вуд (станция метро)
Сент-Джонс-Вуд (англ. St. John's Wood) — станция глубокого заложения лондонского метро, расположенная в районе Сент-Джонс-Вуд в Вестминстере, на северо-западе Лондона, между станциями «Суисс Коттедж» и «Бейкер-стрит». В настоящее время обслуживается поездами Юбилейной линии. Находится во второй тарифной зоне.

## Положение
Вестибюль станции расположен на углу улиц Акация-роуд и Финчли-роуд. Кроме того, карты и схемы метро Лондона конца 1938 и начала 1939 годов чётко указывают на то, что изначально станция именовалась «Акация-роуд» или просто «Акация». Станция является ближайшей к Lord's Cricket Ground и студии «Эбби-роуд». Поэтому станцию «Сент-Джонс-Вуд» не следует путать со станцией лёгкого метро «Эбби-роуд» в восточной части Лондона.

## История
Станция открыта 20 ноября 1939 года на новом участке глубокого заложения, между станциями «Бейкер-стрит» и «Финчли Роуд» линии «Бейкерлоо». Новая станция заменила две соседние станции на линии «Метрополитен», которые были закрыты накануне — Lord’s (первоначально называвшаяся St. John’s Wood Road, затем St. John’s Wood и Lord’s) и Marlborough Road.
1 мая 1979 года станция линии «Бейкерлоо» была передана в составе ответвления на Стэнмор вновь созданной Юбилейной линии.

## Иллюстрации

Станция «Сент-Джонс-Вуд»
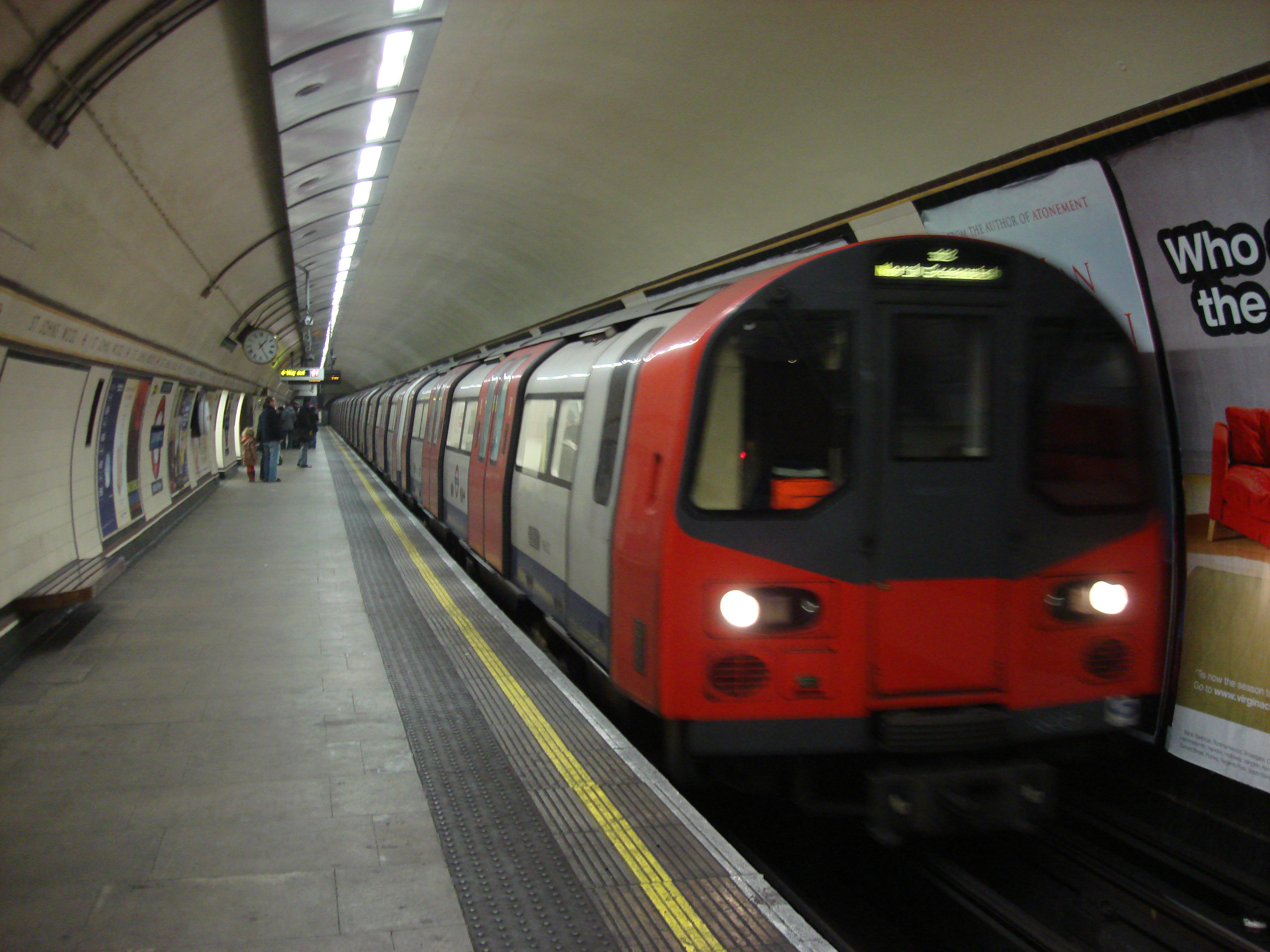
Состав серии 1996 на станции
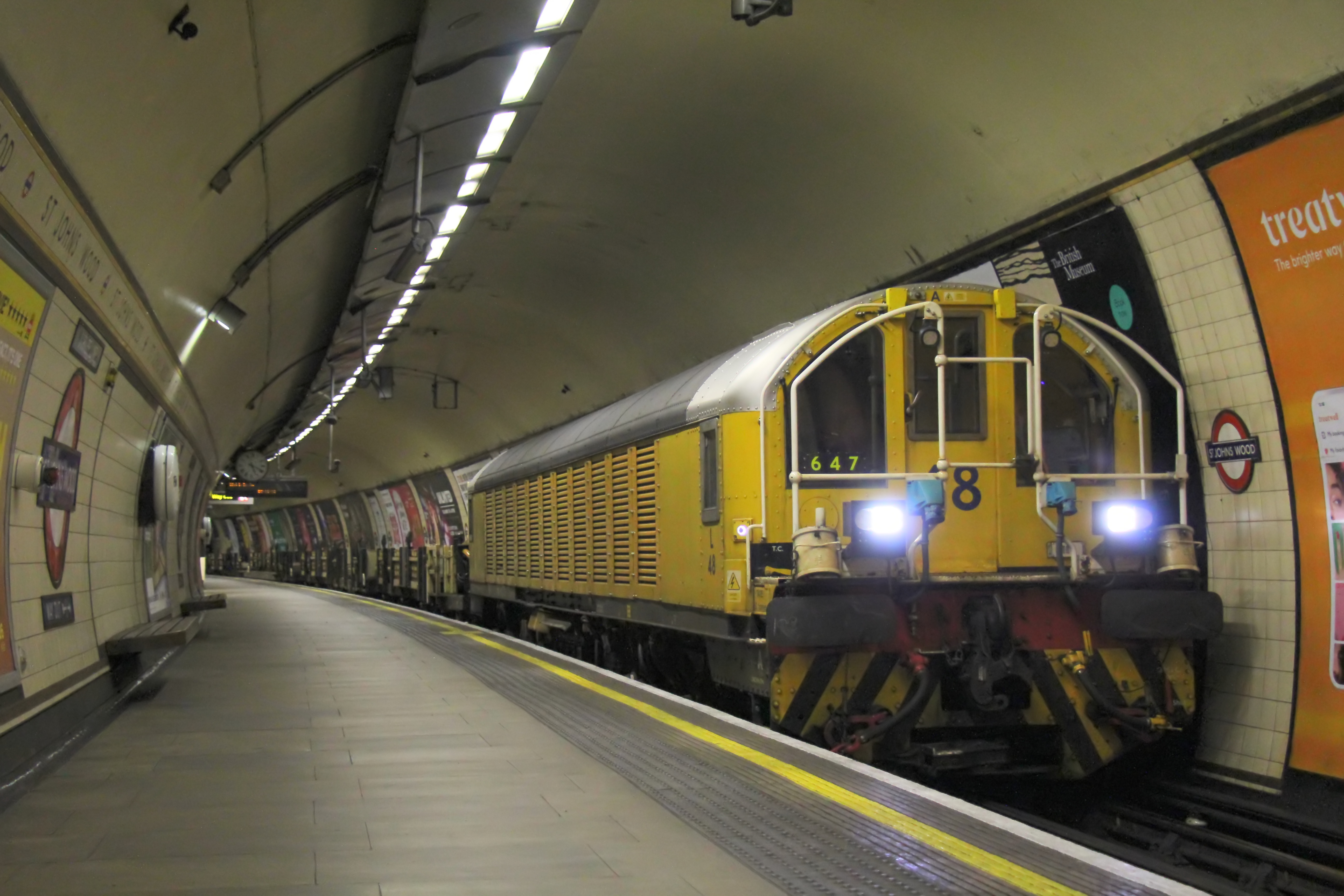
Аккумуляторный электровоз на станции
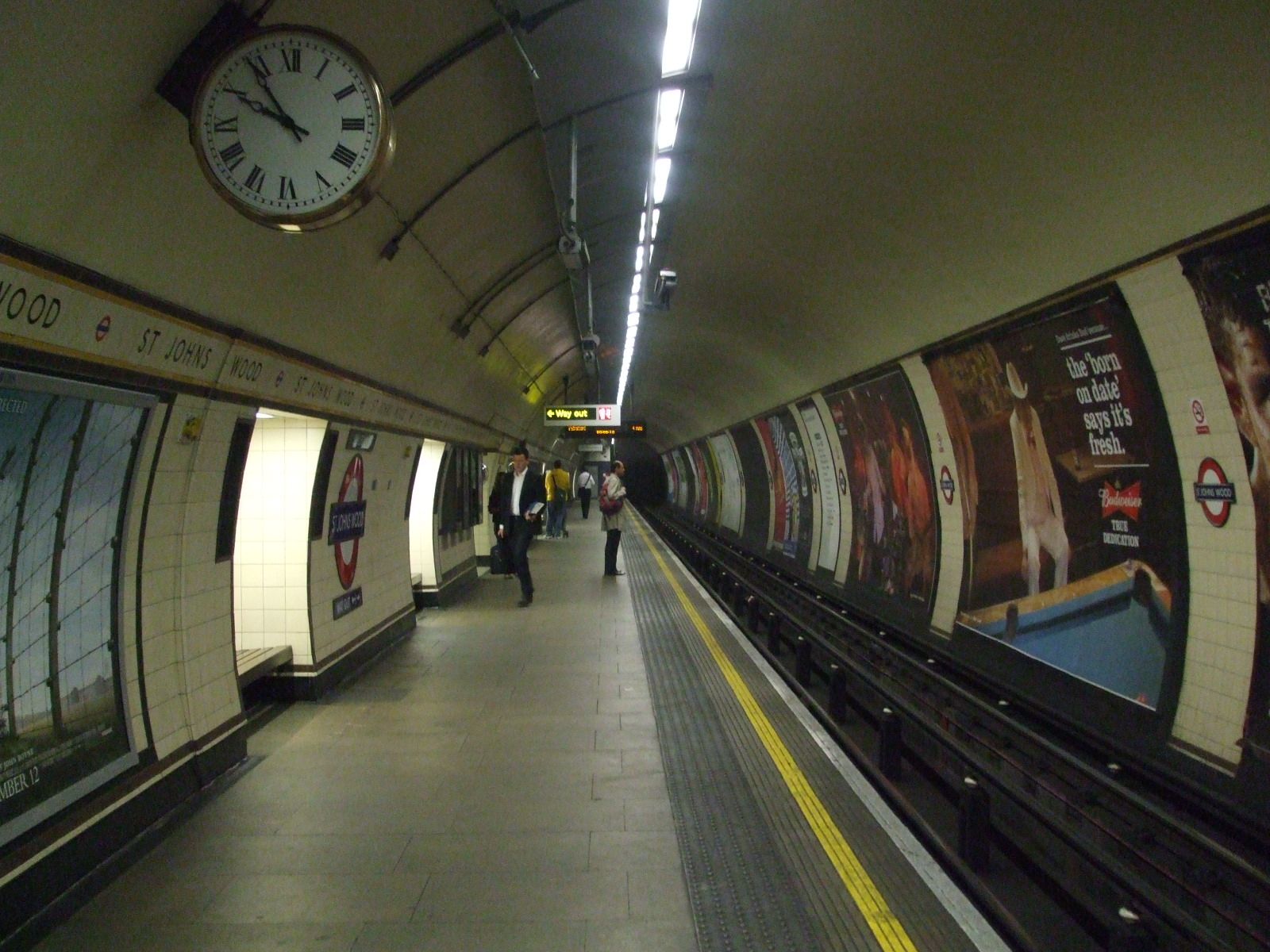
Платформа восточного направления, вид на запад
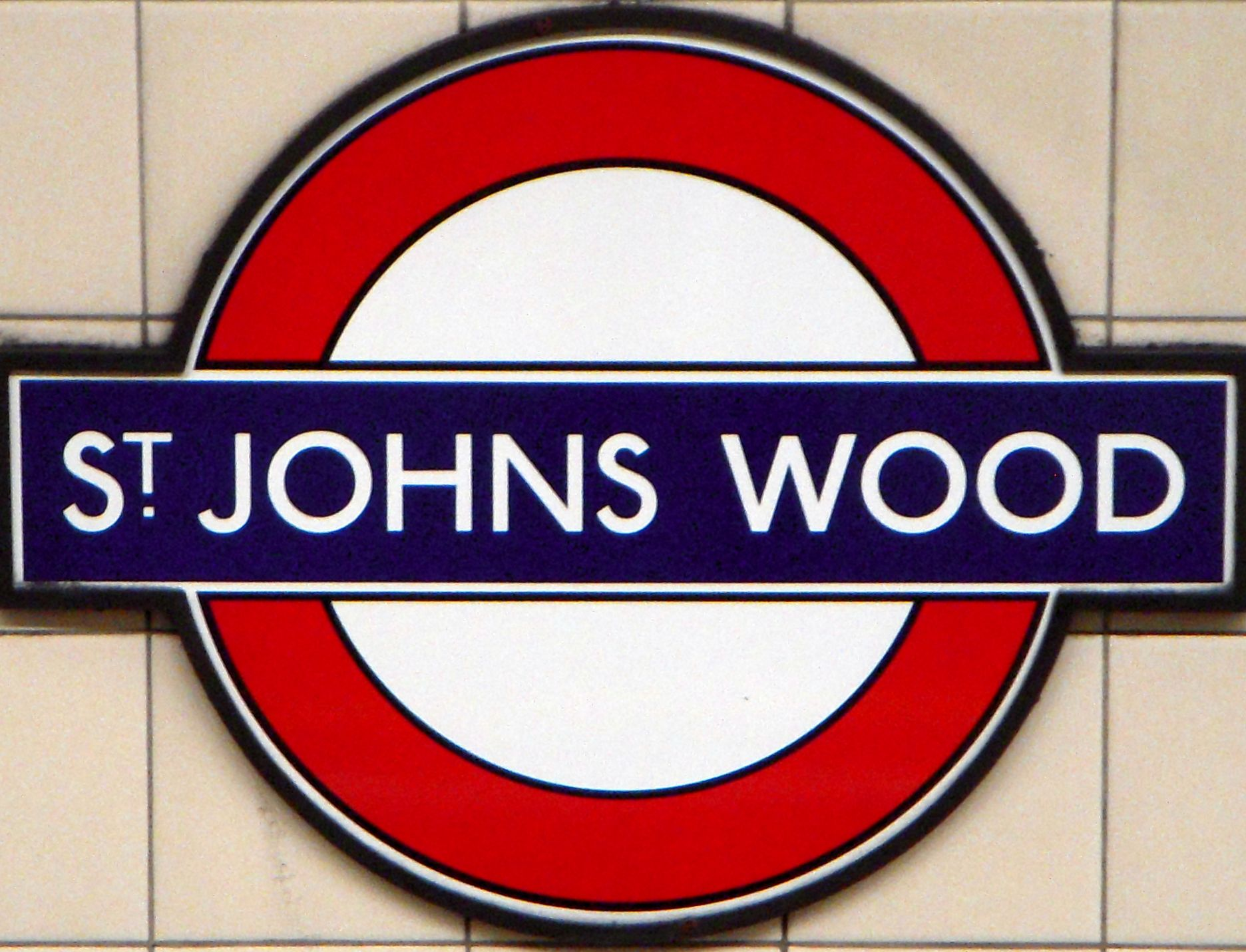
Рондель на путевой стене